# Termas de São Vicente
Termas de São Vicente es una freguesia portuguesa del municipio de Penafiel, distrito de Oporto. Según el censo de 2021, tiene una población de 4758 habitantes.

## Historia
Fue creada el 28 de enero de 2013 en aplicación de una resolución de la Asamblea de la República de Portugal promulgada el 16 de enero de 2013 con la unión de las freguesias de Paredes, Pinheiro y Portela, pasando su sede a estar situada en la antigua freguesia de Pinheiro.

## Demografía
| Gráfica de evolución demográfica de Termas de São Vicente entre 2011 y 2021 |
|                                                                             |
| Datos según el nomenclátor publicado por el INE portugués.                  |